# John Augustine Zahm
John Augustine Zahm, C.S.C. (New Lexington, Ohio, 14 de junho de 1851 – Munique, 10 de novembro de 1921) foi um sacerdote católico romano, explorador da América do Sul.

## Vida
Foi o filho mais velho de Jacques Michael Zahm (Olsberg, 2 de março de 1828) e Mary Ellen Braddock (Loretto, Pensilvânia, 27 de fevereiro de 1827.
Estudou na Universidade de Notre Dame, onde foi mais tarde professor. Após o noviciado na Congregação de Santa Cruz foi ordenado sacerdote em 4 de junho de 1875. Desde seminarista publicou artigos científicos e relatos de viagens.

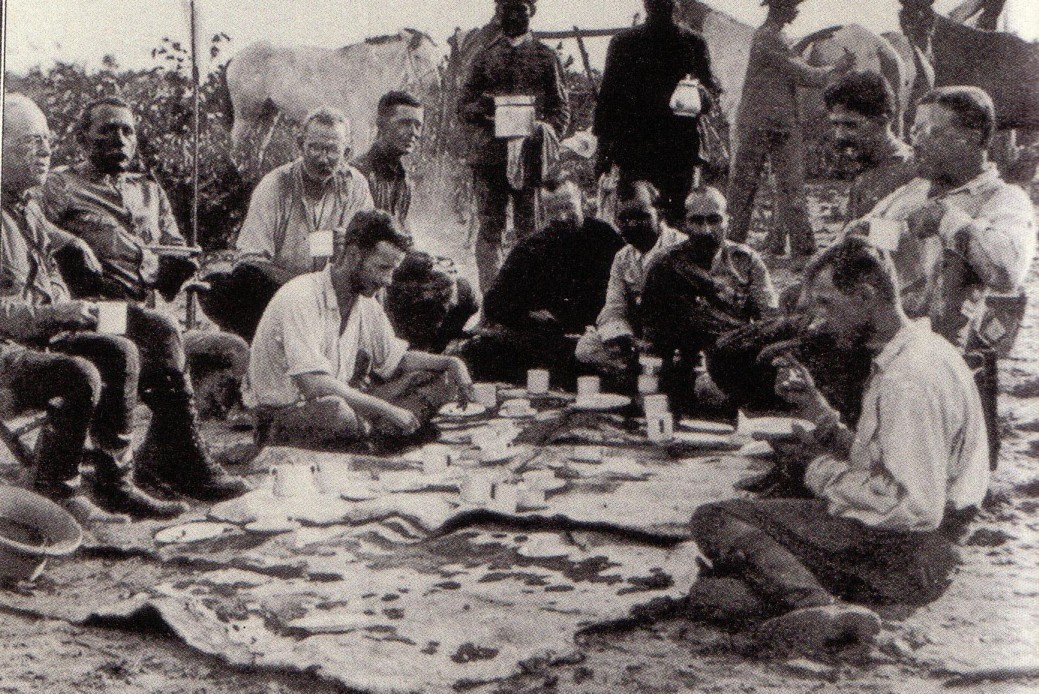
Membros da Expedição Científica Rondon-Roosevelt, da esquerda para a direita: Zahm, Rondon, Kermit, Cherrie, Miller, quatro brasileiros, Roosevelt e Fiala

Zahm era amigo do 26.º presidente dos Estados Unidos Theodore Roosevelt. Foi o padre Zahm quem convenceu o presidente Roosevelt a participar do que ficou conhecido como Expedição Científica Rondon-Roosevelt na América do Sul, e que também incluiria o filho de Theodore, Kermit Roosevelt, George Cherrie e Cândido Rondon.

## Obras
- Evolution and Dogma. Chicago 1895.
- Bible, Science and Faith. 1894.
- Scientific theory and Catholic doctrine. Chicago 1896.
- como H. J. Mozans: Up the Orinoco and down the Magdalena. New York 1910.
- Along the Andes and down the Amazon. New York 1911.
- como H. J. Mozans: Woman in science. New York 1913.
- From Berlin to Bagdad and Babylon. New York, London 1922.